# Pieter Scheemaeckers
Pieter Scheemaeckers of Pieter Scheemaeckers de Oude (Antwerpen, 1640 – Arendonk, 1714) was een Vlaamse beeldhouwer en tekenaar.

## Leven en werk

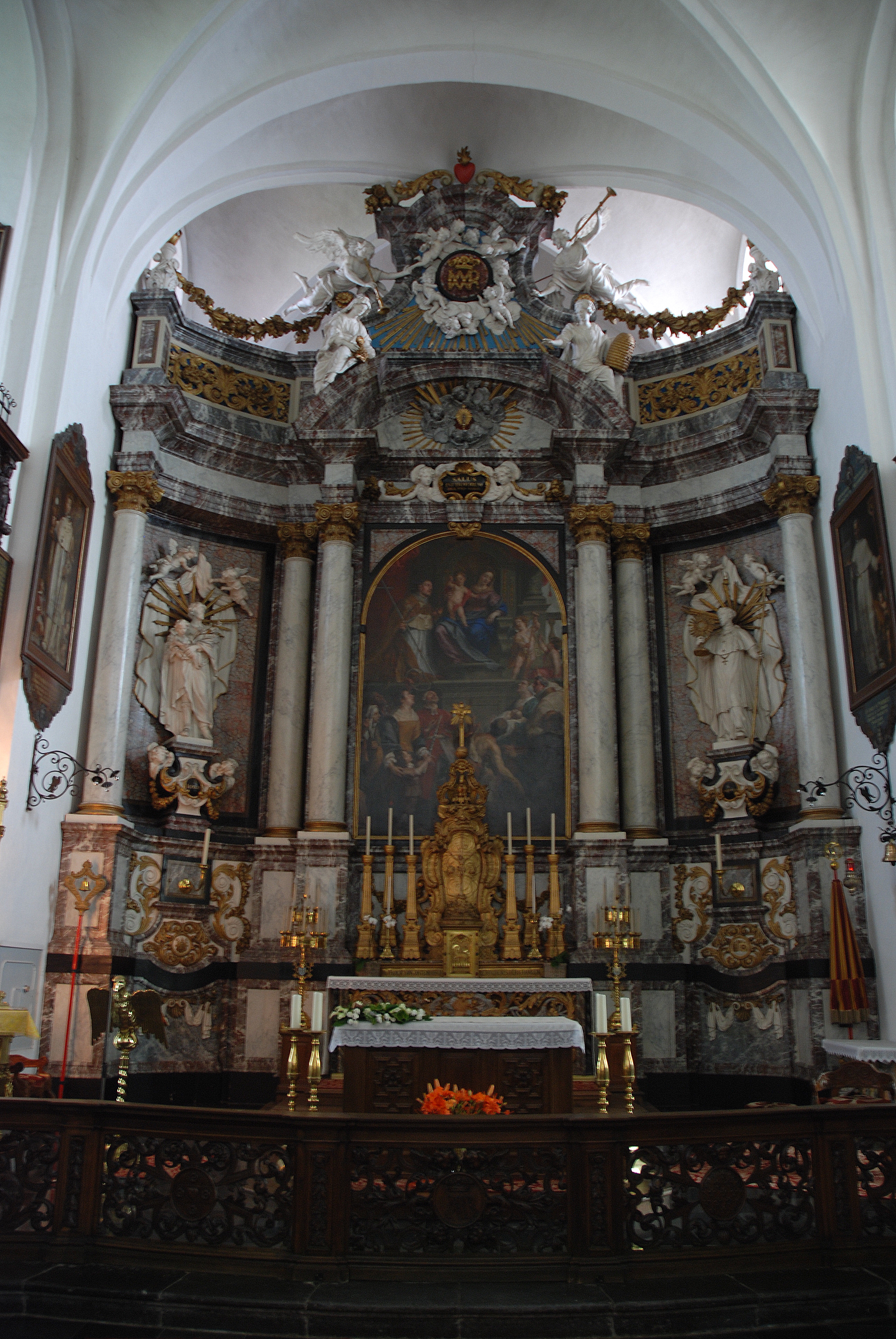
Hoofdaltaar in de Basiliek van Onze-Lieve-Vrouw van Kortenbos

Scheemaeckers  was een leerling van Pieter Verbruggen (I).  Hij was lid van het Sint-Lucasgilde en was een van de beeldhouwers met een groot atelier in Antwerpen, waar vele religieuze kunstwerken (onder andere altaren) voor kerken en abdijen, alsmede grafmonumenten en portretten werden vervaardigd. Hij verwierf faam met zijn grafmonument voor de familie Van Delft in Antwerpen en is vermoedelijk de maker van het beeld Teun de Eierboer (uit 1667 of 1683) op de Eiermarkt in Antwerpen.
Pieter Scheemaeckers is de vader van de in Londen tot grote roem gekomen beeldhouwer Pieter Scheemakers (1691-1781), die van 1721 tot 1770 in Engeland werkzaam was. Scheemaeckers werk is gesigneerd "Pieter", "Peter", "Peeter", "Pieter I" en "Petrus" Scheemaeckers. Een van zijn bekendere leerlingen was de uit Duitsland afkomstige Jan Peter van Baurscheidt de Oude (1669-1728), de vader van de architect Jan Pieter van Baurscheidt de Jonge. Baurscheidt de Oude was van 1692 tot 1695 in de leer bij Scheemaeckers en werd na het afleggen van zijn meesterproef in 1695 toegelaten tot het Sint-Lucasgilde.

## Werken (selectie)
- 1664: hoogaltaar in de Sint-Margaretakerk van het Begijnhof in Lier
- 1676: grafmonument Karel Florentijn Salm-Neuweiler, graaf van Hoogstraten[4] in de Sint-Catharinakerk in Hoogstraten
- 1688: grafmonument fam. Kuerlinckx-Van Delft in de Onze-Lieve-Vrouwekathedraal in Antwerpen
- 1692: zijaltaren Onze-Lieve-Vrouwe en Sint-Sebastiaan en het Heilig Kruis in de Sint Willibrorduskerk in Berchem
- 1693: marmeren koorafsluiting in de Sint-Amandskerk in Geel
- 1693: Praalgraf van Francisco Marcos de Velasco[5] in de Sint-Jacobskerk in Antwerpen (toegeschreven aan Scheemaeckers)
- 1699/1700: Norbertusaltaar in de Abdij van Averbode
- 1701: preekstoel van Sint-Martinusbasiliek in Venlo
- ca. 1710: hoofdaltaar in de Basiliek van Onze-Lieve-Vrouw van Kortenbos